# Astragalus bounophilus
Astragalus bounophilus är en ärtväxtart som beskrevs av Pierre Edmond Boissier. Astragalus bounophilus ingår i släktet vedlar, och familjen ärtväxter. Inga underarter finns listade i Catalogue of Life.